# Elysium (álbum de Pet Shop Boys)
Elysium (pron.: /iˈlɪziəm/) é o décimo primeiro álbum de estúdio da dupla britânica de synthpop Pet Shop Boys.
Foi lançado em 5 de setembro de 2012 pela Parlophone. O álbum foi produzido em 2012 em Los Angeles por Andrew Dawson e pelos Pet Shop Boys.